# Kleine fregatvogel
De kleine fregatvogel (Fregata ariel) is een zeevogel uit de familie van de fregatvogels (Fregatidae). De vogel komt voor in de tropische en subtropische oceanen.

## Kenmerken
De kleine fregatvogel is gemiddeld 79 cm lang en heeft een spanwijdte van 229 cm. Mannetjes zijn zwart van boven en hebben een rode keelzak. Wanneer de zon weerkaatst op de veren, lijken ze een blauwpurperen glans te hebben op de rug. Van onder is de vogel donkerbruin met een lichte vlek aan beide zijkanten van de buik. Vrouwtjes zijn ook zwart en de kop en de keel zijn zwart, maar hun borst is wit, met een kastanjebruine band achter de nek. Verder zijn de poten rood en is de snavel blauwachtig.

## Verspreiding en leefgebied
De vogel komt voor in de tropische en subtropische oceanen en broedt op eilanden in het tropisch gedeelte van de Indische Oceaan, het westelijk deel van de Grote Oceaan en op Trindade in de Atlantische Oceaan.
De soort telt drie ondersoorten:
- F. a. trinitatis: de zuidelijke Atlantische Oceaan.
- F. a. iredalei: de westelijke Indische Oceaan.
- F. a. ariel: van de oostelijke Indische Oceaan tot de centrale Grote Oceaan.

## Status
De kleine fregatvogel heeft een groot verspreidingsgebied en daardoor alleen al is de kans op uitsterven uiterst gering. De grootte van de populatie wordt geschat op 100-500 duizend individuen, maar het aantal gaat achteruit. Het tempo ligt echter onder de 30% in tien jaar (minder dan 3,5% per jaar). Om deze redenen staat deze fregatvogel als niet bedreigd op de Rode Lijst van de IUCN.